# 빌어먹을 세상 따위
《빌어먹을 세상 따위》(영어: The End of the F***ing World)는 채널 4에서 2017년 10월부터 방영된 영국의 블랙 코미디 드라마이다. 넷플릭스에서 해외 배급권을 획득해 2018년 1월부터 방영하고 있다.